# Bennie Wallace
Bennie Wallace (Chattanooga, 1946. november 18. –) amerikai tenorszaxofonos.

## Pályakép
Bennie Wallace a világ egyik legjobb tenorszaxofonosa, mégis ritkán készít lemezeket.
A legjobb iskolákba járt. 1971-ben az American Federation of Musicians tagja lett.
Eleinte avantgárd dzsesszt játszott, Eric Dolphyt és Stockhausent követte, de később a nagy öregek bűvölték el Duke Ellingtontól Sonny Rollinsig.
A hetvenes évek közepén találta meg saját hangját. Játékán leginkább a zongorista Thelonious Monk hatása érezhető bár (vagy éppen ezért) ritkán használ a zenekaraiban zongorát.

## Lemezek
- 1978: The Fourteen Bar Blues
- 1978: Live at the Public Theater
- 1980: The Free Will
- 1981: Plays Monk
- 1982: Big Jim's Tango
- 1984: Sweeping Through the City
- 1985: Twilight Time:
- 1986: Brilliant Corners
- 1987: Bordertown:
- 1987: The Art of the Saxophone
- 1993: Talk of the Town:
- 1993: Old Songs
- 1998: Bennie Wallace
- 1999: In Berlin
- 2002: Moodsville
- 2007: Disorder at the Border: The Music of Coleman Hawkins